# It Don't Mean a Thing If It Ain't Got That Swing
| Recensione | Giudizio |
| ---------- | -------- |
| Allmusic   | [ 1 ]    |

It Don't Mean a Thing If It Ain't Got that Swing è un album discografico del musicista e compositore jazz Duke Ellington e della cantante Teresa Brewer, originariamente pubblicato dall'etichetta discografica Flying Dutchman di Bob Thiele nel 1973. Il disco contiene le ultime registrazioni in studio di Ellington.

## Tracce
1. It Don't Mean a Thing (If It Ain't Got That Swing)
2. I Ain't Got Nothin' But the Blues
3. Satin Doll
4. Mood Indigo
5. Don't Get Around Much Anymore
6. I'm Beginning to See the Light
7. I've Got to Be a Rug Cutter
8. I Got It Bad (and That Ain't Good)
9. Tulip or Turnip (Tell Me, Tell Me, Dream Face)
10. It's Kind of Lonesome Out Tonight
11. Poco Mucho

## Formazione
- Duke Ellington – pianoforte
- Teresa Brewer - voce
- Ray Nance - cornetta (tracce 1-3, 5-8 & 10)
- Johnny Coles (tracce 1-3, 5-8 & 10), Mercer Ellington (tracce 1 & 7), Tyree Glenn (tracce 1, 2, 4, 6, 7 & 11), Barrie Lee Hall (tracce 1-3, 5-8 & 10), Money Johnson (tracce 1-3, 5-8 & 10), Joe Newman (tracce 1 & 7), Jimmy Nottingham (tracce 1 & 7), Jimmy Owens (tracce 1 & 7), Ernie Royal, (tracce 1 & 7) - tromba
- Art Baron (tracce 1-3, 5-8 & 10), Vince Prudente - trombone
- Chuck Connors  - basso tuba (tracce 1-3, 5-8 & 10)
- Harold Minerve - sax alto, flauto (tracce 1-3, 5-8 & 10)
- Russell Procope - sax alto (tracce 1-8, 10 & 11)
- Harold Ashby - clarinetto, sax tenore (tracce 1-3, 5-8 & 10)
- Norris Turney - sax tenore (tracce 1-3, 5-8 & 10)
- Harry Carney - sax baritono, clarinetto, clarinetto basso (tracce 1-8, 10 & 11)
- Joe Beck - chitarra (tracce 4, 9 & 11)
- Joe Benjamin - contrabbasso (tracce 1-3, 5-8 & 10)
- Herb Bushler - basso (tracce 4, 9 & 11)
- Quentin White (tracce 1-3, 5-8 & 10), Pretty Purdie (tracce 4, 9 & 11) - batteria
- Bunny Briggs - voce (tracce 1, 7 & 9)
- James Mtume - conga (traccia 11)